# 梅伦 (阿尔滕基兴县)
梅伦是德国莱茵兰-普法尔茨州的一个市镇。总面积3.67平方公里，总人口491人，其中男性232人，女性259人（2011年12月31日），人口密度134人/平方公里。